# 星空騎行
星空騎行（日语：星空サイクリング）是日本樂團Virgin VS的第6張單曲。1982年10月25日由Kitty Record（今已併入環球音樂）發行。

## 解說
同名標題曲曾於1982年10月被富士電視台電視動畫《福星小子》選為片尾主題曲使用，此歌曲同樣後來在電影動畫《福星小子：愛星球之戀》當作劇中插入歌使用。還有，此歌曲在《福星小子》電視動畫的歷代主題曲中是唯一一首由男性主唱的歌曲。
至於B面歌曲「月光雲霄」一樣被同名電視動畫選為（第37話）劇中插入歌使用。

## 收錄歌曲
所有歌曲由Virgin VS作詞、作曲。
1. 星空騎行（星空サイクリング）
  - 富士電視台電視動畫《福星小子》片尾主題曲
  - 東寶電影動畫《福星小子：愛星球之戀（日语：うる星やつら オンリー・ユー）》劇中插入歌
2. 月光雲霄（ムーンライト·コースター）
  - 富士電視台電視動畫《福星小子》劇中插入歌

## 來源
1. 1 2  《少年Sunday Fick 福星小子 5》，小學館，1983年（日本昭和58年）1月10日發行，第46頁。雑誌 60661-9